# 라이트닝 (단자)
라이트닝(Lightning)은 애플사가 2012년에 출시한 커넥터이다. 2017년 기준으로 아이폰 5 이상, 아이팟 터치 5세대 이상, 아이팟 나노 7세대, 아이패드 4세대 이상이 이 커넥터를 사용하고 있다. 라이트닝 커넥터는 애플의 30핀 커넥터를 대체하고 있다. 또 단자 앞뒤가 똑같아서 반대로 끼울 수 있다.

## 라이트닝 단자를 사용하는 기기
다음 애플 제조 장치들은 라이트닝 단자를 사용한다:

### 아이폰
- 아이폰 5
- 아이폰 5C
- 아이폰 5s
- 아이폰 6/6 플러스
- 아이폰 6S/6S 플러스
- 아이폰 SE (1세대)
- 아이폰 7/7 플러스
- 아이폰 8/8 플러스
- 아이폰 X
- 아이폰 XS/XS 맥스
- 아이폰 XR
- 아이폰 11
- 아이폰 11 프로/11 프로 맥스
- 아이폰 SE (2세대)
- 아이폰 12
- 아이폰 12프로/12 프로 맥스
- 아이폰 13/13 미니
- 아이폰 13 프로/13 프로 맥스
- 아이폰 SE (3세대)
- 아이폰 14/14 플러스
- 아이폰 14 프로/14 프로 맥스

### 아이패드
- 아이패드 (4세대)
- 아이패드 에어
- 아이패드 에어 2
- 아이패드 에어 (3세대)
- 아이패드 에어 (4세대)
- 아이패드 (5세대)
- 아이패드 (6세대)
- 아이패드 (7세대)
- 아이패드 (8세대)
- 아이패드 미니 (1세대)
- 아이패드 미니 2
- 아이패드 미니 3
- 아이패드 미니 4
- 아이패드 미니 (5세대)
- 아이패드 프로 (3, 4세대 모델을 제외하고 9.7인치, 10.5인치, 12.9인치 모델은 USB-C를 사용한다.)

### 아이팟
- 아이팟 나노 (7세대)
- 아이팟 터치 (5세대)
- 아이팟 터치 (6세대)
- 아이팟 터치 (7세대)

### 어댑터
- Lightning to 30-pin Adapter
- Lightning to 30-pin Adapter (0.2 m)
- Lightning to Micro USB Adapter
- Lightning to USB Camera Adapter
- Lightning to USB 3 Camera Adapter
- Lightning to SD Card Camera Reader
- Lightning to VGA Adapter
- Lightning Digital AV Adapter
- Lightning to HDMI
- Lightning to 3.5 mm Headphone Jack Adapter[1]
- Lightning to USB (전원 공급)
- Lightning to USB-C (전원 공급)[2]

### 액세서리
- 애플 펜슬 (1세대)
- 매직 키보드
- 매직 마우스 2, 매직 트랙패드 2
- 애플 워치 자석 충전 독
- 시리 리모트 포 애플 TV (4세대, 5세대)
- 에어팟, 에어팟 프로 충전 케이블
- 라이트닝 단자를 갖춘 이어팟
- 비츠X 이어폰(BeatsX Earphones)
- 파워비츠 프로 충전 케이스
- 비츠 필(Beats Pill)+ 스피커
- 아이폰 라이트닝 독
- 비츠 슬로 프로(Beats Solo Pro) 헤드폰